# 제임스 사이토
제임스 사이토(James Saito, 1955년 3월 6일 ~ )는 일본계 미국인 배우이다. 일본계 미국인으로서 1970년대에 데뷔한 이래 120 여편이 넘는 영화와 드라마에 출연하였다. 대표작으로는 teenage Mutant Ninja Turtles에서 Original 슈레더(Shredder) 역할을, ABC 드라마 일라이 스톤  (Eli Stone) 닥터 첸, Netflix 영화 우리 사이 어쩌면 (Always Be My Maybe)에서는 해리 킴 역할을 맡았다.최근 ABC 드라마 The Company You Keep에 시리즈 Regular 로 출연한바 있으며,그외 Netflix 영화 Love Hard, 영화 라이프 오브 파이( Life of Pie) 아마존 프라임 드라마 모던 러브 시즌 1(Modern Love) 에서 주조연으로 출연하였다. 또한 영화 토마스 크라운 어페어, 나 홀로 집에 3, 매쉬, 마이애미바이스등 다수의 드라마와 영화에 출연하였다. 현재 아카데미 영화 회원이기도 하며 연극 Durango에 출연하여 OBIE 어워드 상을 수상하였다.

## 출연작 목록

### 영화
| 연도 | 제목                             | 원제                            | 배역             | 비고          |
| ---- | -------------------------------- | ------------------------------- | ---------------- | ------------- |
| 1980 | 아이돌메이커                     | The Idolmaker                   | 에디             |               |
| 1984 | 핫도그                           | Hot Dog…The Movie               | 켄도             |               |
| 1987 | 다음 산을 넘어                   | Beyond the Next Mountain        | 저격수           |               |
| 1989 | 대죄                             | Mortal Sins                     | 박 성            |               |
| 1990 | 닌자 거북이                      | Teenage Mutant Ninja Turtles    | 슈레더           |               |
| 1993 | 고요한 울음                      | Silent Cries                    | 일본군 병사      |               |
| 1995 | 헌티드                           | The Hunted                      | 네무라           |               |
| 1995 | 다이하드 3                       | Die Hard with a Vengeance       | 한국인 집주인    |               |
| 1997 | 바보 헨리                        | Henry Fool                      | 뎅씨             |               |
| 1997 | 데블스 에드버킷                  | The Devil's Advocate            | 오스미 다카오리  |               |
| 1997 | 나 홀로 집에 3                   | Home Alone 3                    | 중국 마피아 보스 |               |
| 1999 | 토마스 크라운 어페어             | The Thomas Crown Affair         | 폴 쳉            |               |
| 2000 | 무용                             | 无用                            | 오키             | 단편 영화     |
| 2000 | 알로하                           | Aloha                           | 제임스           | 단편 영화     |
| 2001 | 진주만                           | Pearl Harbor                    | 일본 부관        |               |
| 2001 | 러브 더 하드 웨이                | Love the Hard Way               | 아키리           |               |
| 2001 | 또 다른 침대                     | Another Bed                     | 브루스           | 단편 영화     |
| 2003 | 로봇 이야기                      | Robot Stories                   | 로이 / 그로퍼    |               |
| 2006 | 형제의 그림자                    | Brother's Shadow                | 라인 보스        |               |
| 2007 | 나는 내 아내를 사랑한다고 생각해 | I Think I Love My Wife          | 유니씨           |               |
| 2007 | 하트랜드의 유령                  | Ghosts of the Heartland         | 존 루            |               |
| 2011 | 투 빅 투 페일                    | Too Big to Fail                 | 중국 공무원      | 텔레비전 영화 |
| 2012 | 라이프 오브 파이                 | Life of Pi                      | 보험 설계사      |               |
| 2013 | 프롬 더 러프                     | From the Rough                  | 원식             |               |
| 2014 | 위아영                           | While We're Young               | 닥터 나가토      |               |
| 2014 | 빅 아이즈                        | Big Eyes                        | 판사             |               |
| 2017 | 윌슨                             | Wilson                          | 워런 구도        |               |
| 2017 | 리빙보이 인 뉴욕                 | The Only Living Boy in New York | 제임스           |               |
| 2018 | 퍼테어노                         | Paterno                         | 의사             | 텔레비전 영화 |
| 2019 | 롱 샷                            | Long Shot                       | 기시도 장관      |               |
| 2019 | 우리 사이 어쩌면                 | Always Be My Maybe              | 해리             |               |
| 2020 | 타이거테일                       | Tigertail                       | 행크             |               |
| 2021 | 러브 하드                        | Love Hard                       | 밥 린            |               |

### 텔레비전 드라마
| 연도    | 제목                 | 원제                         | 배역               | 비고                                              |
| ------- | -------------------- | ---------------------------- | ------------------ | ------------------------------------------------- |
| 1981    | 두 얼굴의 사나이     | The Incredible Hulk          | 통역사             | "Viet" 에피소드 출연                              |
| 1985    | 맥가이버             | MacGyver                     | 밍                 | "The Golden Triangle" 에피소드 출연               |
| 1994    | 로앤오더             | Law & Order                  | 다나카씨           | "Scoundrels" 에피소드 출연                        |
| 1994-95 | 뉴욕 언더커버        | New York Undercover          | 챙 형사            | 2회분 출연                                        |
| 1995    | 스타트렉: 보이저     | Star Trek: Voyager           | 노가미             | "The 37s" 에피소드 출연                           |
| 1996    | 가고일즈             | Gargoyles                    | 타로 (목소리 출연) | "Bushido" 에피소드 출연                           |
| 1999    | 섹스 앤 더 시티      | Sex and the City             | 한국인 남자        | "Ex and the City" 에피소드 출연                   |
| 2000    | 캔디를 든 이방인들   | Strangers with Candy         | 약물 실험자        | "Blank Relay" 에피소드 출연                       |
| 2000    | 로앤오더             | Law & Order                  | 요시 요시무라      | "Dissonance" 에피소드 출연                        |
| 2001    | 100 센터 스트리트    | 100 Centre Street            |                    | 2회분 출연                                        |
| 2002    | 서드 워치            | Third Watch                  | 이 중사            | "The Long Guns" 에피소드 출연                     |
| 2004    | 뉴욕 특수수사대      | Law & Order: Criminal Intent | 미야자키씨         | "Great Barrier" 에피소드 출연                     |
| 2005    | 스타브드             | Starved                      | 웡 대위            | "Thank You, I Love You" 에피소드 출연             |
| 2006    | 애즈 더 월드 턴즈    | As the World Turns           | 카노 야마모토      | 2회분 출연                                        |
| 2008    | 워리어스             | Heroes and Villains: Shogun  | 도쿠가와 이에야스  |                                                   |
| 2008-09 | 일라이 스톤          | Eli Stone                    | 천 박사            | 주역                                              |
| 2009    | 더 유닛              | The Unit                     | 추                 | "Chaos Theory" 에피소드 출연                      |
| 2010    | 루비콘               | Rubicon                      | 무니               | "The Truth Will Out" 에피소드 출연                |
| 2010    | 블루 블러드          | Blue Bloods                  | 데니스 엥          | "Chinatown" 에피소드 출연                         |
| 2011    | 원 라이프 투 리브    | One Life to Live             | 리 판사            | 9회분 출연                                        |
| 2012    | 30 록                | 30 Rock                      | 셰프               | "Leap Day" 에피소드 출연                          |
| 2012    | 퍼슨 오브 인터레스트 | Person of Interest           | 글렌               | "Bury the Lede" 에피소드 출연                     |
| 2013    | 하와이 파이브-O      | Hawaii Five-0                | 데이비드 도리야마  | "Ho'onani Makuakane" 에피소드 출연                |
| 2014    | 마담 세크리터리      | Madam Secretary              | 신바쿠라 외교장관  | "Just Another Normal Day" 에피소드 출연           |
| 2016    | 하우스 오브 카드     | House of Cards               | 닥터 크렙스        | "Chapter 50" 에피소드 출연                        |
| 2018    | 더 듀스              | The Deuce                    | 김                 | 2회분 출연                                        |
| 2018    | 인스팅크트           | Instinct                     | 하루 오니시        | "Heartless" 에피소드 출연                         |
| 2018    | 아이언 피스트        | Marvel's Iron Fist           | 위티               | "The City's Not for Burning" 에피소드 출연        |
| 2018    | 엘리멘트리           | Elementary                   | 닥터 쿠말 와지르   | "The Visions of Norman P. Horowitz" 에피소드 출연 |
| 2019    | 모던 러브            | Modern Love                  | 겐지 이노우에      | "The Race Grows Sweeter" 에피소드 출연            |
| 2019    | 프로디걸 선          | Prodigal Son                 | 닥터 히가          | "The Surgeon" 에피소드 출연                       |
| 2020    | 얼터드 카본          | Altered Carbon               | 히데키 다네사다    | 시즌2 주연                                        |
| 2020    | 그레이 아나토미      | Grey's Anatomy               | 허셜 로버츠        | "Sing It Again" 에피소드 출연                     |
| 2020    | 대시 & 릴리          | Dash & Lily                  | 아서 모리          | 조연                                              |